# Bout-de-Zan vole un éléphant
Bout-de-Zan vole un éléphant è un cortometraggio muto del 1913 diretto da Louis Feuillade.

## Trama
Nelle sue scorrerie, un giorno Bout-de-Zan assiste a una pittoresca processione

Arriva la notte: Bout-de-Zan si avvicina al campo per vedere meglio lo strano animale dal lungo naso...

Ora l'oggetto del furto aiuta il ladro a fuggire: Bout-de-Zan, salito sull'elefante, scappa via in groppa al bestione. I due nuovi amici sono inseparabili: il bambino si porta l'animale a casa dove, inevitabilmente, con la sua grossa mole - anche se è un elefante cucciolo - combina un sacco di disastri. Il suo apparire terrorizza i soldati della caserma vicina e poi un falso cieco che abbandona il "posto di lavoro" per scapparsene via. La sua postazione è adesso occupata da Bout-de-Zan e dall'elefante che iniziano a chiedere l'elemosina ai passanti.

## Produzione
Il film fu prodotto dalla Société des Etablissements L. Gaumont.

## Distribuzione
Distribuito dalla Société des Etablissements L. Gaumont, uscì nelle sale cinematografiche francesi il 2 maggio 1913. Negli Stati Uniti, venne distribuito dalla Exclusive Supply Corporation il 12 agosto 1913 con il titolo Tiny Tim and the Adventures of His Elephant (il film ha anche il titolo internazionale Bout de Zan Steals an Elephant).